# 藏东南蹄盖蕨
藏东南蹄盖蕨（学名：[Athyrium austro-orientale] 错误：{{Lang}}：文本有斜体标记（帮助））为蹄盖蕨科蹄盖蕨属下的一个种。

## 扩展阅读
- 維基物種上的相關：藏东南蹄盖蕨